# Stadion u Nisy
El Stadion u Nisy es un estadio multiusos ubicado en la ciudad de Liberec, República Checa. Fue inaugurado en 1933 y tiene una capacidad para 9900 espectadores, siendo el estadio en el que disputa sus partidos el FC Slovan Liberec y en ocasiones la selección de fútbol de la República Checa. La selección nacional ha disputado tres partidos oficiales y un amistoso en el Stadion u Nisy, ganando todos ellos. El estadio recibe el nombre del río Neisse, que fluye detrás de la tribuna norte. 

## Historia
El estadio fue construido en 1933 y utilizado para los partidos de fútbol de varios clubes deportivos de Liberec, los precursores del hoy conocido FC Slovan Liberec. El campo tenía por entonces un pequeño soporte de madera. El Slovan Liberec no utilizó el estadio hasta 1978, jugando previamente en el Městský (Municipal)  al otro lado de Liberec. La capacidad original era de 5000 espectadores, y en 1995 la capacidad aumentó a 7000. En 1998 se instaló un sistema de calefacción en el césped y un par de meses más tarde comenzó una construcción de la tribuna norte. En el año 2000, el Slovan tuvo que instalar reflectores debido a un partido de Copa de la UEFA contra el Liverpool FC. Los trabajos de construcción de la tribuna norte se completaron en 2001.

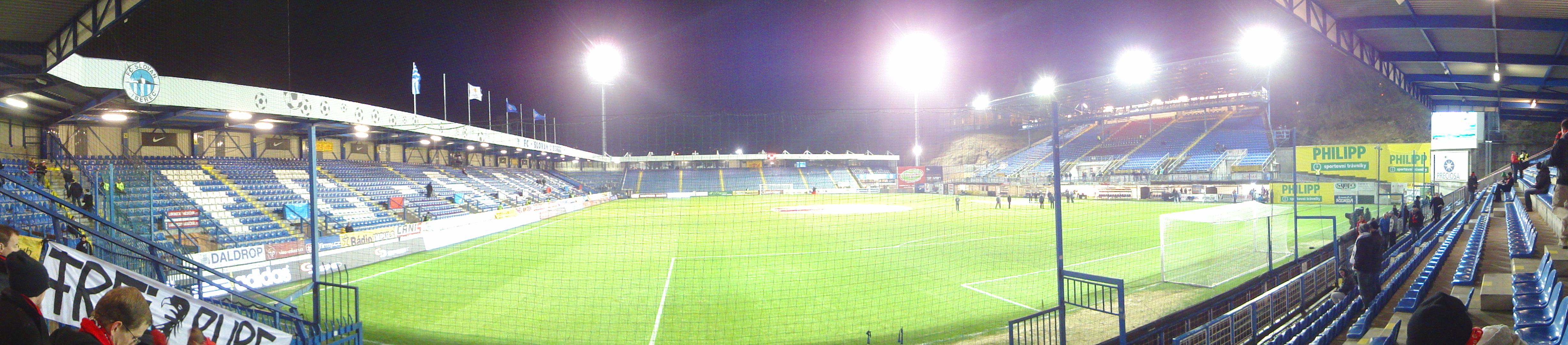
Panorámica del estadio.